# El Progreso (Guatemala)
El Progreso és un departament que està situat a la regió nord-oriental de Guatemala, la capital departamental és Guastatoya, que es troba a 74 kilòmetres de la capital de Guatemala. Limita al Nord amb els departaments d'Alta Verapaz i Baja Verapaz; al Sud amb Guatemala i Jalapa; a l'est amb Zacapa i Jalapa; i a l'oest amb Baja Verapaz i Guatemala.

## Idioma
Amb la forta colonització espanyola que es va arrelar en aquesta regió, el departament del Progrés es va convertir ràpidament en via de pas mercantil entre el Carib i Espanya, per la qual cosa l'idioma espanyol es va assentar definitivament i els antics pobladors van ser transculturitzats i els seus idiomes desaparegueren, i entre alguns dialectes maies.

## Divisió administrativa
Té 8 municipis que són:
1. El Jícaro
2. Guastatoya
3. Morazán
4. Sanarate
5. Sansare
6. San Agustín Acasaguastlán
7. San Antonio La Paz
8. San Cristóbal Acasaguastlán